# Revisited (Peter Gabriel)
Revisited è un album raccolta di canzoni del musicista britannico Peter Gabriel.
Il disco è stato pubblicato nel 1992 e contiene la maggior parte delle canzoni pubblicate nei suoi primi due album da solista: Peter Gabriel (I) e Peter Gabriel (II). Il musicista ha così racchiuso in un solo disco il meglio della sua prima produzione post-Genesis, molto distante dal resto del suo lavoro influenzato in larga parte dalla world music e dall'elettronica.

## Tracce
1. On the Air – 5:34
2. Modern Love – 3:35
3. Indigo – 3:33
4. Solsbury Hill – 4:21
5. Perspective – 3:27
6. Waiting for the Big One – 7:17
7. Animal Magic – 3:31
8. Humdrum – 3:24
9. D.I.Y. – 2:48
10. Mother of Violence – 3:14
11. Slowburn – 4:36
12. Exposure – 4:17
13. Moribund the Burgermeister – 4:17
14. Flotsam and Jetsam – 2:20
15. Here Comes the Flood – 5:52

## Musicisti
Vedi musicisti di Peter Gabriel (I) e Peter Gabriel (II).